# حمد بن عیسی بن علی آل خلیفه
حمد بن عیسی بن علی آل خلیفه (به عربی: حمد بن عيسى بن علي آل خليفة) (زاده ۶ فوریه ۱۸۷۲ – درگذشته ۲۰ فوریه ۱۹۴۲) امیر سابق کشور بحرین می‌باشد. وی در ۱۹۳۲ در بحرین به قدرت رسید و در ۲۰ فوریه ۱۹۴۲ درگذشت.